# Pasquale Vivolo
Pasquale Vivolo (6. leden 1928, Brusciano, Italské království – 18. listopad 2002, Cremona, Itálie) byl italský fotbalový útočník a po skončení hráčské kariéry se stal sportovním manažerem.

## Kariéra
Byl fotbalistou Juventusu ve čtyřech sezonách. Přišel zde v roce 1949 z druholigového klubu Cremonese. Za Bianconeri odehrál 67 utkání a slavil s ní dvakrát titul v lize (1949/50 a 1951/52). V roce 1953 odešel do Lazia, kde hrál pět let. Kariéru ukončil v roce 1959 v Brescii.
Za reprezentaci odehrál čtyři utkání. Byl v nominaci na OH 1952, ale neodehrál žádné utkání.
V 60. letech 20. století byl manažerem v Cremonese.

## Statistika

### Klubová
| Sezóna              | Klub                | Liga                | Liga   | Liga | Ligové poháry | Ligové poháry | Ligové poháry | Kontinentální poháry | Kontinentální poháry | Kontinentální poháry | Celkem | Celkem |
| Sezóna              | Klub                | Soutěž              | Zápasy | Góly | Soutěž        | Zápasy        | Góly          | Soutěž               | Zápasy               | Góly                 | Zápasy | Góly   |
| ------------------- | ------------------- | ------------------- | ------ | ---- | ------------- | ------------- | ------------- | -------------------- | -------------------- | -------------------- | ------ | ------ |
| 1947/48             | Cremonese           | Serie B             | 6      | 0    | -             | 0             | 0             | -                    | 0                    | 0                    | 6      | 0      |
| 1948/49             | Cremonese           | Serie B             | 34     | 10   | -             | 0             | 0             | -                    | 0                    | 0                    | 34     | 10     |
| Celkem za Cremonese | Celkem za Cremonese | Celkem za Cremonese | 40     | 11   | -             | 0             | 0             | -                    | 0                    | 0                    | 40     | 11     |
| 1949/50             | Juventus            | Serie A             | 10     | 1    | -             | 0             | 0             | -                    | 0                    | 0                    | 10     | 1      |
| 1950/51             | Juventus            | Serie A             | 16     | 2    | -             | 0             | 0             | -                    | 0                    | 0                    | 16     | 2      |
| 1951/52             | Juventus            | Serie A             | 19     | 12   | -             | 0             | 0             | -                    | 0                    | 0                    | 19     | 12     |
| 1952/53             | Juventus            | Serie A             | 22     | 16   | -             | 0             | 0             | -                    | 0                    | 0                    | 22     | 16     |
| Celkem za Juventus  | Celkem za Juventus  | Celkem za Juventus  | 67     | 31   | -             | 0             | 0             | -                    | 0                    | 0                    | 67     | 31     |
| 1953/54             | Lazio               | Serie A             | 30     | 9    | -             | 0             | 0             | -                    | 0                    | 0                    | 30     | 9      |
| 1954/55             | Lazio               | Serie A             | 28     | 6    | -             | 0             | 0             | -                    | 0                    | 0                    | 28     | 6      |
| 1955/56             | Lazio               | Serie A             | 24     | 5    | -             | 0             | 0             | -                    | 0                    | 0                    | 24     | 5      |
| 1956/57             | Lazio               | Serie A             | 28     | 9    | -             | 0             | 0             | -                    | 0                    | 0                    | 28     | 9      |
| 1957/58             | Lazio               | Serie A             | 11     | 4    | IP            | 0             | 0             | -                    | 0                    | 0                    | 11     | 4      |
| Celkem za Lazio     | Celkem za Lazio     | Celkem za Lazio     | 121    | 33   | -             | 0             | 0             | -                    | 0                    | 0                    | 121    | 33     |
| 1958                | Janov               | Serie A             | 0      | 0    | IP            | 1             | 0             | -                    | 0                    | 0                    | 1      | 0      |
| 1958/59             | Brescia             | Serie A             | 1      | 0    | -             | 0             | 0             | -                    | 0                    | 0                    | 1      | 0      |
| Celkově             | Celkově             | Celkově             | 229    | 74   | -             | 1             | 0             | -                    | 0                    | 0                    | 320    | 74     |

### Reprezentační

#### Statistika na velkých turnajích
| Itálie | OH 1952 | Neodehrál žádné ze 2 utkání |

## Úspěchy

### Klubové

#### Národní
- vítěz italské ligy (2x)

Juventus: 1949/50, 1951/52

### Reprezentační
- 1× na MP (1948–1953)
- 1× na OH (1952)